# Rycerka Dolna
Rycerka Dolna ist ein Dorf in der Gemeinde Rajcza im Powiat Żywiecki in der Woiwodschaft Schlesien.

## Geographie
Rycerka Dolna liegt in den Westbeskiden südlich der Stadt Żywiec. Die Ortschaft streckt sich zusammen mit der Rycerka Górna über 14 Kilometer im Tal der Czarna Soła und Rycerka zwischen den Bergmassiven von Mała Zabawa, Hutyrow und Łysica.
Durch die Ortschaft fließt der Czarna Soła, der in den Rycerka in der Ortschaft mündet.

## Geschichte
Die ersten Siedlungen sind im 17. Jahrhundert entstanden. Im Jahre 1628 hat es im Rycerka 19 Häuser gegeben. Um das Jahr 1870 weitete sich die Ortschaft in Richtung Süden aus, es entstanden die Siedlungen Rycerka Górna und Kolonia. Die im Jahre 1884 fertiggestellte Bahnlinie Żywiec–Čadca(SK) und der Bau der Haltestelle Rycerka bewirkten eine Ausdehnung in Richtung Norden. 1940 wurden 143 Familien (ca. 700 Menschen) im Rahmen der Saybusch Aktion ausgesiedelt. Die wachsende Ortschaft wurde in Rycerka Górna und Dolna geteilt.

## Verkehr
Durch die Ortschaft verläuft der Schienenweg Zwardoń(PL/SK)–Katowice